# Bloomsburg (Pennsylvania)
Bloomsburg ist eine Kleinstadt (Town) im US-Bundesstaat Pennsylvania und der County Seat des Columbia County. Sie liegt am Susquehanna River. Sie ist das Zentrum der Metropolregion Bloomsburg–Berwick. Das U.S. Census Bureau hat bei der Volkszählung 2020 eine Einwohnerzahl von 12.711 ermittelt.

## Geschichte
Die ersten Anzeichen einer europäischen Besiedlung gehen auf das Jahr 1772 zurück, als James McClure eine Blockhütte in der Gegend errichtete. Bis Mitte des 19. Jahrhunderts war es nur ein kleines Dorf, bekannt als Bloom Township. Traditionell wird die Gründung von Bloomsburg im Jahr 1802 dem Siedler Ludwig Eyer zugeschrieben, dem Sohn von Johann Martin Eyer, der als Vertreter seines Bruders Johann Adam handelte. Mit der Entdeckung von Erz in der Gegend entwickelte Bloomsburg eine boomende Eisenindustrie.
Seit der Erhebung zur Town am 4. März 1870 ist Bloomsburg die einzige Town in Pennsylvania. Während andere Gemeinden umgangssprachlich als Städte bezeichnet werden, sind sie alle offiziell entweder als Cities, Boroughs oder Townships klassifiziert. Bloomsburgs Slogan „The only incorporated town in Pennsylvania“ spiegelt seinen einzigartigen Status wider.

## Demografie
Nach einer Schätzung von 2019 leben in Bloomsburg 13.811 Menschen. Die Bevölkerung teilt sich im selben Jahr auf in 90,1 % Weiße, 5,5 % Afroamerikaner, 2,0 % Asiaten, 0,1 % Ozeanier und 1,1 % mit zwei oder mehr Ethnizitäten. Hispanics oder Latinos aller Ethnien machten 3,8 % der Bevölkerung aus. Das mittlere Haushaltseinkommen lag bei 32.217 US-Dollar und die Armutsquote bei 28,1 %.

## Kultur
Bloomsburg ist die Heimat des Bloomsburg Theatre Ensemble, das 1978 gegründet wurde, um ein professionelles Ensemble für die Produktion von qualitativ hochwertigen Unterhaltungs- und Bildungsprogrammen für die Region zu etablieren und die Künste zu fördern.
Die öffentliche Bibliothek von Bloomsburg wurde 1899 gegründet und wird gemeinsam von den Steuerzahlern von Bloomsburg, Scott Township und Hemlock Township finanziert.
Bloomsburg ist auch die Heimat der Bloomsburg Fair (die größte Messe im Staat Pennsylvania), die seit 1855 eine traditionelle Landwirtschaftsmesse ist.

## Infrastruktur
Der Flughafen Bloomsburg Municipal Airport liegt in der südöstlichen Ecke von Bloomsburg, entlang des Susquehanna River.
Die wichtigsten Autobahnen in Bloomsburg sind die U.S. Route 11, die Pennsylvania Route 42 (bedient die Bloomsburg Fairgrounds) und die Pennsylvania Route 487. Die Interstate 80 führt nördlich an der Stadt vorbei.

## Söhne und Töchter der Stadt
- Haldan Keffer Hartline (1903–1983), Physiologe und Nobelpreisträger
- Lacy J. Dalton (* 1946), Country-Sängerin und Songwriterin
- David H. McCormick (* 1965), Offizier der US Army, Manager
- Krysten Ritter (* 1981), Schauspielerin